# Qaavigarsuaq Miteq

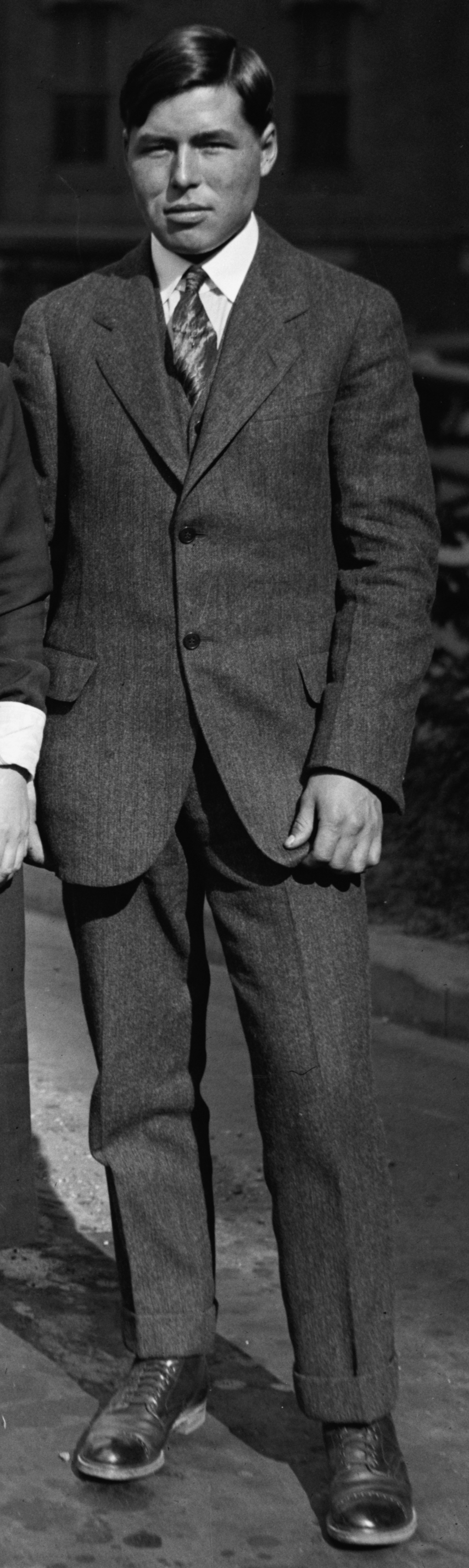
Qaavigarsuaq Miteq in Kopenhagen 1924

Qaavigarsuaq Miteq Ijaja (verh. Kristiansen; * um 1899 in Etah; † 19. August 1978 in Qaanaaq) war ein grönländischer Expeditionsteilnehmer.

## Leben
Qaavigarsuaq Miteq wurde um 1899 geboren. Seine Mutter war die Inughuaq Inaluk, die mit Angutikassak verheiratet war. Sein biologischer Vater war jedoch ein Weißer und es ist davon auszugehen, dass dies Robert „Bob“ Bartlett (1875–1946) war, der Kapitän des Schiffs, auf dem Angutikassak und Inaluk um 1898 bei Robert Edwin Peary lebten. Angutikassak starb kurz nach Qaavigarsuaqs Geburt und seine Mutter heiratete Akumalik, der den Jungen aufzog. Er hatte zwei Brüder: Ulloriaq und Inukitsorujuk.
Knud Rasmussen lernte ihn 1904 während der Literarischen Expedition kennen. Er gab ihm den Spitznamen Edderfuglen („Eiderente“), die dänische Übersetzung seines zweiten Vornamens Miteq. 1921 suchte Knud Rasmussen nach Teilnehmern für seine Fünfte Thule-Expedition und wählte unter anderem Qaavigarsuaq, der als guter Jäger galt. Dieser lehnte jedoch ab, da er bei seiner Verehrten Bebiane Margrethe Kristiansen (1905–1977), der Tochter des westgrönländischen Missionskatecheten Enok Kristiansen (1874–1966) und seiner Frau Agathe Eva Frederikke Karen Rosbach (1872–1931), bleiben wollte. Da seine Eltern aber Knud Rasmussen schon zugesagt hatten, dass ihr Sohn mitkäme, musste er dies tun.
Er nahm nach dem Ende des ersten Teils der Expedition 1923 gemeinsam mit Knud Rasmussen und seiner Cousine Arnarulunnguaq am zweiten Teil der Expedition teil, die die drei bis zur Beringstraße führte. Qaavigarsuaq Miteq fungierte hierbei als Jäger und Hundeschlittenführer. Via USA und Dänemark kehrten sie anschließend nach Grönland zurück, wo er am 29. November 1925 seine Verlobte heiratete und ihren Nachnamen annahm. In Dänemark hatte er für seinen Einsatz die Fortjenstmedaljen in Silber erhalten.
Den Rest seines Lebens verbrachte er als Jäger mit acht Kindern in Moriusaq und er galt als großer Erzähler. Er starb 1978 verwitwet im Alter von rund 79 Jahren.